# Hans von Chiari
Hans von Chiari (ur. 4 września 1851 w Wiedniu, zm. w maju 1916 w Strasburgu) – austriacki lekarz patolog, syn ginekologa Johanna Chiariego (1817-1854) i brat Ottokara Chiariego.
Studiował medycynę w Wiedniu, gdzie w latach 1874–1875 był asystentem Karla von Rokitansky'ego. W 1878 roku uzyskał habilitację z patomorfologii i rozpoczął pracę zawodową w Pradze. Był tam m.in. nadzorcą muzeum patologiczno-anatomicznego. W 1906 przeniósł się do Strasburga gdzie przebywał aż do śmierci w 1916 roku.
Jest autorem ponad 170 prac z dziedziny anatomii patologicznej.
Jego nazwiskiem została nazwana wada móżdżku – zespół Arnolda-Chiariego (wraz z innym patologiem Juliusem Arnoldem), oraz zakrzepica żył wątrobowych – zespół Budda-Chiariego, wraz z George'em Buddem.